# Niños huracanes
Los niños huracanes son personajes de la mitología talamanqueña, de los pueblos aborígenes bribris y cabécares del Caribe sur de Costa Rica. Son hijos de la familia del trueno, Talá Yakela y la Señora Ágata, la primera familia que Sibö, el máximo dios bribri, formó para que viviera en la tierra. Son niños juguetones cuyas voces se escuchaban como truenos. Corrían en forma circular de derecha a izquierda a grandes velocidades que desataban vientos, hasta completar su juego. En la mitología bribri son los responsables de desatar las tormentas, los huracanes y los vientos.

## Nombres
Los cuatro niños huracanes son los siguientes:
- Óbena: Es el primogénito de la familia del trueno. Guía a sus hermanos, los niños huracanes, a esconderse del señor Itsö el día que este se comió a su madre la señora Ágata, después de engañarlos ayudándoles con la leña.

- Able: El segundo hermano de los niños huracanes. Su participación en la historia es muy discreta, de él no se detalla nada diferente de sus otros hermanos.

- Dilé : Es el tercer hermano de los niños huracanes.  Acompaña a Óbena a recoger leña el día que el señor Itsö mató y devoró a su madre la señora Ágata.

- Sérike o Yaba Bataskú: El menor de los hermanos. Sobresale por ser el más travieso de los niños huracanes. El acaricia y rompe las nubes para crear aguaceros. Es él quien da la idea de tomar venganza de la señora Sakabiali después de que matara a su madre la señora Ágata.

## Mitos

### Itsö se comió a la señora Ágata
Las historias cuentan que un día Itsö se comió a Ágata, la esposa de Talá Yakela, a quien devoró poco a poco. Ágata estaba embarazada de Sérike, el huracancito. Talá Yakela cazaba a los malos espíritus, todo lo que representa a las energías negativas monstruos y serpientes. La señora Ágata siempre quedaba sola con sus hijos en la casa mientras su marido se dedicaba a las actividades de caza. Un día, él reunió a toda su familia y les dijo que se quedaran en la casa y no debían salir fuera porque había muchos espíritus malignos abundando alrededor del palenque y correrían peligro.
Cierto día, Dilé y Óbena salen a buscar leña para poder cocinar, pues ya se les había acabado, y precisamente se encuentran con el Señor Itsö, quien les hace el favor de cortar y cargarles leña y se quedan la casa de la familia del trueno descansando y conversando con ellos. Él asegura ser un awapa, así que revisa a la Señora Ágata para quitarle los piojos del cabello, pero lo que en realidad hacía era chupar la sangre y la carne de Ágata, quedando solo el esqueleto donde el feto de Sérike estaba inquieto , se movía de un lado a otro. Los pequeños Dilé y Óbena, al ver semejante escena, se escondieron impávidos y nerviosos, subiendo a un árbol mientras Itsö trataba de subir para comérselos, succionando para ello el viento para jalarlos. Rato después, agotado y sin conseguir su objetivo, se marchó para su casa. Un día después el Señor Talá Yakela regresa a casa, y al ver lo sucedido, recolectó pacientemente fibras de las cortezas de los árboles, hojas medicinales, y con esos materiales preciosos logró reconstituir todas las partes del cuerpo de la Señora Ágata y así ella procreó a Sérike.
El siguiente día, el Señor Talá Yakela tomó su cerbatana y disparó con fuerza hacia el inmenso mar, lugar donde dormía  Itsö, que se cubría de nubes negras. Éste decide marchar a la casa de Talá Yakela, donde se sorprende de ver viva a la Señora Ágata, y aún más hermosa. Allí, le obligan a cavar un hoyo en la tierra y encender una fogata en la cual quedó atrapado en medio de las piedras calientes y murió asado. Entonces, el Señor Talá Yakela vació barro, agua y arcilla dentro de la fogata y del vapor brotó, de un ojo de Itsö, una hermosa mariposa con ojos de búho que con sus alas revoloteaba, y del otro ojo salió volando una hermosa lechuza que gritó con fuerza jööüü, jööüü, cantando del susto. La moraleja de la historia es que dentro de cada persona o animal se conserva lo bueno y lo malo.

### Historia del Señor Sol y los niñitos huracanes
Todos los días el Señor Sol se acuesta muy cansado, por su gran labor.  Apenas el Señor Sol empieza a asomarse y a mostrar los primeros rayos, los niños huracanes empiezan a buscarlo para levantarlo, pues a éste siempre le cuesta mucho, se da vuelta y se tapa con las nubes hasta arriba, mas los niños huracanes siempre lo encuentran, y el primero en verlo siempre es el menor Yaba batásku Sérike. Juntos le agarran y estiran los bigotes (que son esos primeros rayos de luz en la mañana), y así ellos terminan de levantarlo, todos los días.

### Los niñitos huracanes y la señora Sakabiali
Sibö necesitaba la ayuda de un ser valiente, fuerte, responsable con autoridad y líder que tomara decisiones y que se encargara de mandar en la tierra; por lo que elige a Talá Yakela, padre de los niños huracanes. Ágata, quien es la madre de los niños huracán, queda a cargo de los deberes del hogar y del cuido de los niños. Ellos escuchaban múltiples historias de Olóbasá, quien relataba en cada una de ellas la importancia de permanecer juntos en la casa de no salir en las noches, amar, cuidar y proteger las obras de Sibö. Debido a su gran curiosidad, los niños huracanes escapan de su casa para conocer el mundo; es por esto que su madre los busca por largo tiempo sin tener éxito alguno y decide continuar con sus labores.
En su viaje por el mundo, los niños se encuentran al Señor Sol, quien es su tío y que como tal les aconseja que dejen de jugar tanto y que regresen a casa al lado de su madre; sin embargo, los niños se quedan jugando unos días más y luego toman la decisión de volver. Cuando los niños huracanes regresan a casa no encuentran a su madre, sino que descubren un puñado de huesos. En ese momento los niños escuchan un eco que proviene del esqueleto y que era similar a la voz de su madre.
Su madre, por medio del eco, le expresa a los niños la tristeza que sintió por su abandono y desobediencia; pero además les dice lo feliz que se siente de tenerlos de vuelta en casa y les pide como último consejo, que sean buenos niños, obedientes, amables y respetuosos.
Los niños le preguntan al esqueleto de su madre acerca de lo sucedido, a lo que la voz responde minuciosamente que la persona que la mató es la señora Sakabiali, la señora del monte, quien la hizo correr detrás de un venado por todas las veredas, laderas y montañas, arriba y abajo, ladrando como una perrita durante todo el día hasta el atardecer, hasta que en un pasadizo bien estrujado la esperó y la golpeó con un trozo de palo y luego succionó toda su sangre y se comió toda su carne.
Luego de que los niños escuchan la historia se marchan en busca de la señora Sakabiali. Ésta estaba escondida en una enorme laguna en un lugar llamado Janeu, por la cuenca del río Telire, en Talamanca. Al llegar, los niños se encuentran la serpiente Dululba, la encargada de devorar a todos aquellos que cometen incesto y deciden jugar por un rato. Luego de que terminan de jugar, uno de los niños recuerda que a la señora Sakabiali le gusta el chile picante por lo que colocan un trozo en un anzuelo y así de esta forma logran sacarla.
La señora del monte confiesa que ha matado a su madre porque nadie la cuidaba, además ella tenía mucha hambre; así que los niños la convencen de que les muestre como la mató y de esta manera la engañan y la matan en el mismo lugar donde ella mató a su madre.
Una vez que los niños se van, encuentran de nuevo a su tío, el Señor Sol y este les reprende por sus actos y les aconseja que aprendan a convivir y a practicar los buenos actos; a obedecer las normas de la familia y a no destruir.